# Metis (mytologi)

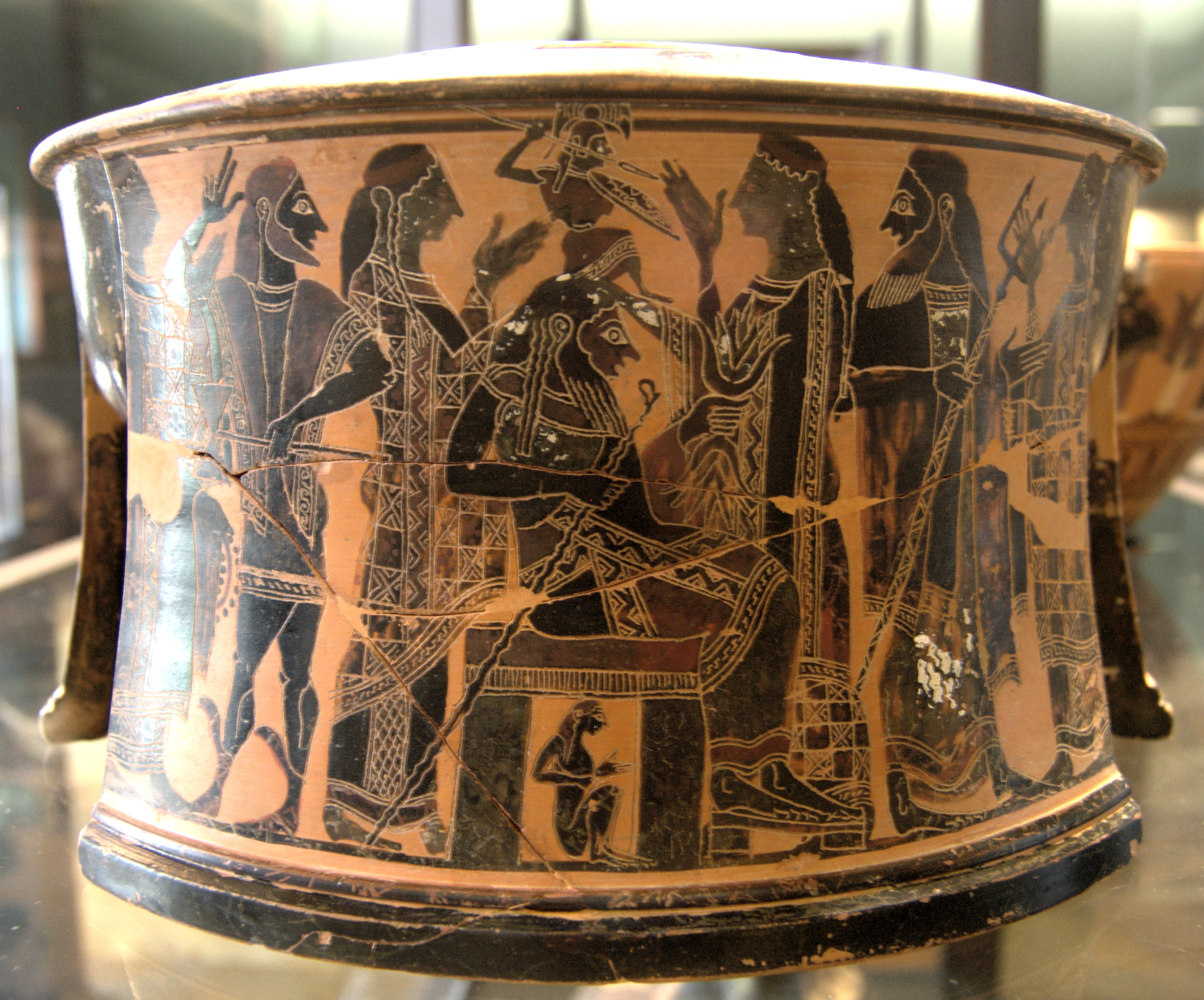
Athenas födelse (Metis figurerar allegoriskt under Zeus tron), svartfigurig tripod, omkring 570-560 f.Kr., Louvren (CA 616).

Metis var i den grekisk mytologin en titan, Okeanos och Tethys dotter och Zeus första hustru. Metis var den visaste av alla levande varelser. Hon förutspådde att hon först skulle föda en dotter som var lika stark och mäktig som sin far och sedan en son som var ännu mäktigare. När hon blev havande, då slukade Zeus henne så att Athena istället föddes beväpnad direkt ur Zeus huvud. Eftersom Zeus åt upp Metis, finns hon alltid hos honom.